# Processivitet
Processivitet är ett mått på hur effektiv varje byggande enzym i kopieringen av DNA är. 
Kopieringen av DNA kallas replikation och det byggande enzymet heter DNA-polymeras. DNA består av två strängar, vilka sitter ihop genom matchande baspar. När DNA:t ska kopieras i replikationen öppnar inledningsvis enzymer kallade helikaser upp mellan de två strängarna. Den ena strängen fungerar sedan som mall för påbyggnaden. DNA-polymeraset kopplar runt strängen och löper längs med, kontinuerligt adderandes nya komplementerära nukleotider. Det genomsnittliga antalet nukleotider som DNA-polymeras hinner bygga på DNA-strängen innan den lossnar är definitionen av måttet processivitet.